# Bartlett (Tennessee)
Bartlett is een plaats (city) in de Amerikaanse staat Tennessee, en valt bestuurlijk gezien onder Shelby County.

## Demografie
Bij de volkstelling in 2000 werd het aantal inwoners vastgesteld op 40.543.
In 2006 is het aantal inwoners door het United States Census Bureau geschat op 46.932, een stijging van 6389 (15,8%).

## Geografie
Volgens het United States Census Bureau beslaat de plaats een oppervlakte van
49,4 km², geheel bestaande uit land.

## Plaatsen in de nabije omgeving
De onderstaande figuur toont nabijgelegen plaatsen in een straal van 20 km rond Bartlett.